# جوك هندرسون
جوك هندرسون (بالإنجليزية: Jock Henderson)‏ (1871 في المملكة المتحدة - 30 أغسطس 1930 في المملكة المتحدة) هو لاعب كرة قدم بريطاني (وحمل سابقاً جنسية المملكة المتحدة لبريطانيا العظمى وأيرلندا) في مركز مهاجم داخلي. لعب مع برمنغهام سيتي وكوين أوف ساوث وليستر سيتي ونادي سلتيك ونادي كارلايل يونايتد ولينكولن سيتي أف سي وNithsdale Wanderers F.C. ‏ وVictoria United F.C. (Scotland) ‏.